# Hans Nielsen Berg
Hans Nielsen Berg, född på Själland, Danmark, var en svensk präst.

## Biografi
Hans Berg föddes på Själland i Danmark. Han studerade i Danmark under namnet Sedlandus. Berg blev 1619 kapellan i Ovikens församling och 1633 kyrkoherde i Ragunda församling. Han avsattes som präst 1658 och levde hos sin måg Jöns Sigvard i Bergs församling fram till sin död.

### Familj
Berg var gift med Margareta Blix. Hon var dotter till kyrkoherden Laurentius Magni Blix i Undersåkers församling. De fick tillsammans barnen Niels Hansen, Christina Hansen som var gift med kyrkoherden Jöns Sigvardi i Bergs församling, Elisabeth Hansen som var gift med kyrkoherden Olaus Claudii Rahm i Ragunda församling, Catharina Hansen  som var gift med kyrkoherden Erik Blix i Hammerdals församling och Jacob Hansson Berg.